# Servicio de lavandería
Servicio de lavandería o Laundry Service es el quinto álbum de estudio y primero en inglés grabado por la cantautora colombiana Shakira. Se lanzó mundialmente el 13 de noviembre de 2001 por la compañía discográfica Epic Records. Luego de que su cuarto álbum de estudio ¿Dónde están los ladrones? se convirtiera en un éxito en Latinoamérica, España, Medio Oriente y la comunidad latina en los Estados Unidos, la cantante estadounidense Gloria Estefan animó a Shakira a grabar canciones en inglés porque creía que tenía el potencial de cruzar al idioma inglés en el mercado pop. Shakira dudó al principio, pero luego decidió aprender inglés lo suficientemente bien como para escribir canciones en ese idioma. El título del álbum refleja la visión de Shakira sobre el amor y la música. Fue lanzado como Servicio de lavandería en las regiones hispanas en enero de 2002 por Sony Music Latin. Laundry Service es principalmente un disco de pop rock pero también experimenta con música andina, dance pop, música del Medio Oriente, rock and roll y tango. El tema del álbum es el amor y el romance. Cada canción fue escrita y producida por Shakira bajo la dirección de Emilio Estefan.
Seis sencillos fueron lanzados del álbum. El sencillo principal «Whenever, Wherever» se convirtió en un éxito internacional, alcanzando el número uno en las listas de Australia, Austria, Canadá, Francia, Alemania, Italia y España. El segundo sencillo en inglés, «Underneath Your Clothes», repitió ese éxito y encabezó las listas de Australia, Austria y Bélgica. Ambos sencillos se ubicaron entre los diez primeros en el Reino Unido y Estados Unidos. Los sencillos en español «Te dejo Madrid» y «Que me quedes tú» tuvieron un buen desempeño en las regiones hispanas, convirtiéndose en éxitos en España y en las listas de discos latinos en los Estados Unidos, respectivamente. El cuarto sencillo «Objection (Tango)» se convirtió en uno de los diez primeros en la mayoría de los países del mundo, mientras que el sexto y último sencillo «The One» fue un éxito comercial moderado. Para promocionar el álbum, Shakira se embarcó en su Tour of the Mongoose entre 2002 y 2003. Fue su primera gran gira mundial y visitó muchos países y ciudades.
Laundry Service recibió críticas favorables y mixtas por parte de los críticos musicales. Muchos críticos elogiaron los variados estilos musicales y la originalidad de Shakira, mientras que algunos críticos argumentaron que el álbum sonaba demasiado genérico. El talento vocal de Shakira también recibió elogios. Laundry Service encabezó las listas de Australia, Austria, Bélgica, Canadá y Suiza, mientras que alcanzó el top cinco en Argentina, Francia, Alemania, España y el Reino Unido. En Estados Unidos, Laundry Service alcanzó el puesto número tres en la lista Billboard 200. El álbum recibió múltiples certificaciones discográficas, incluido séxtuple platino en Australia, quíntuple en Canadá, España y Suiza. También fue certificado multiplatino en el Reino Unido y Estados Unidos, demostrando ser un crossover exitoso para Shakira. A nivel mundial, Laundry Service fue el séptimo álbum más vendido en 2002. El álbum vendió alrededor de 13 millones de copias en 2011, lo que lo convierte en uno de los álbumes más vendidos del siglo XXI.
El álbum figura en el puesto 172 del «Definitive 200» del Salón de la Fama del Rock and Roll.

## Antecedentes
Tras el éxito de los álbumes ¿Dónde están los ladrones? y MTV Unplugged, Shakira decidió empezar a trabajar en un álbum crossover para entrar en el mercado inglés en el año 2000. Servicio de lavandería fue diseñado originalmente para incluir canciones antiguas por consejo de Gloria Estefan, que es esposa del productor ejecutivo del álbum, Emilio Estefan. Sin embargo, más tarde, Shakira se negó a usar traducciones de canciones antiguas para el álbum y trabajó durante más de un año en nuevo material para el álbum. Ella trabajó con varios productores de gran reconocimiento entre los cuales se encuentran, Glen Ballard y Luis Fernando Ochoa y con el ingeniero de sonido Terry Manning para grabar el álbum ha elaborado ocho sencillos de los cuales son: Whenever, Wherever, Te dejo Madrid, Underneath Your Clothes, Objection (Tango), The One, Que Me Quedes Tú, entre otros.

## Información del álbum
Servicio de lavandería contiene nueve canciones en inglés y cuatro en español, escritas total o parcialmente por Shakira, Emilio Estefan (Productor Ejecutivo), Lester Méndez, Gloria Estefan, Glen Ballard, Brendan Buckley, Tim Mitchell, Pablo Flores, Javier Garza y Luis Fernando Ochoa. La producción estuvo a cargo de la misma Shakira, Lester Méndez, Pablo Flores, Javier Garza y Tim Mitchell. El álbum fue relanzado en el 2002, con dos remix y una versión acústica extras de las canciones «Whenever, Wherever sahara mix», «Underneath Your Clothes versión acústica» y «Objection (Tango) Afropunk version»; especialmente esta canción fue tomada como base para anexar un segundo CD en formato DVD que incluye videos de una presentación en vivo en los MTV Video Music Awards '02, el making the video y el vídeo musical que se utilizó para promocionar al sencillo; la nueva versión se titula Laundry Service: Washed & Dried.

## Recepción crítica
Algunos críticos criticaron la efectividad de las letras de Shakira, alegando que sus habilidades de inglés eran demasiado débiles para que escribiera en ese idioma, pero casi todos estuvieron de acuerdo en su imaginería poética singular. Otros críticos fueron más positivos, Alex Henderson, de All Music compara solo Shakira con una canción marca de Ricky Martín y dijo que su álbum «¿Dónde están los ladrones?» sigue siendo el álbum más esencial de Shakira, pero Servicio de lavandería es un excelente álbum debut en inglés de la cantante latinoamericana». En el año 2007, el álbum fue incluido en el número 172 en la lista de la «definitiva 200» álbumes de todos los tiempos desarrollado por la Asociación Nacional de Exhibidores de grabación en conjunto con El Salón de la fama del rock and roll.

## Desempeño comercial

En Europa, Servicio de lavandería, fue certificado de Platino por la IFPI, a modo de acreditación de elevadas ventas de 4 millones de copias.

De manera particular, en Europa Servicio de lavandería registró elevados niveles de éxito. Éste debutó, directamente, como un rotundo número 1 en ventas en España, donde llegó a recibir dos veces la certificación de Oro de la SNEP. Además de ello, éste se alzó como un sólido top 10 en ventas en países como Francia, Bélgica, Dinamarca, Suecia y Suiza, en los cuales recibió las certificaciones de Oro de las respectivas asociaciones musicales de cada uno de ellos. El mismo nivel de certificación recibió en Reino Unido, países donde se alzó como un modesto top 10.
Laundry Service debutó en el número tres dentro del Billboard 200 (EE. UU.), fue número dos en el Reino Unido y alcanzó el número uno en Argentina, Australia, Austria, Canadá, México, Nueva Zelanda, Países Bajos, Suecia y Suiza durante varias semanas. El álbum vendió 13 millones de copias mundialmente. En Estados Unidos, obtuvo cuatro discos de platino en representación a cuatro millones de unidades vendidas en el país. Hasta la fecha en toda Europa ha vendido más de cuatro millones de unidades, mientras que en Australia ostenta ventas superiores a las 350 000 copias (5 veces platino) y fue el segundo álbum más vendido del año, en el Reino Unido se consolidó 2 veces disco de platino que equivalen a más de 600 000 copias vendidas y en Suiza recibió cinco discos de platino por las altas ventas del álbum. En la lista anual de Billboard de los 200 álbumes más vendidos del 2002 se colocó en el puesto número 11. De hecho se siguió vendiendo por tres semanas más en el 2003. En Nueva Zelanda, fue el segundo disco más vendido del 2002
El primer sencillo del álbum es «Whenever, Wherever», la segunda canción más exitosa de toda la carrera de Shakira. Llegó al número seis de la lista Billboard Hot 100 y fue número uno en varios países del mundo incluyendo Canadá, Australia, Alemania y Suiza. Obtuvo la certificación de disco de diamante en Francia (+750 000 copias), 3 veces Platino en los Estados Unidos (3 800 000 copias) y plata en el Reino Unido (+600 000 copias). También se lanzó la versión original (es decir, la primera en crearse) en español titulada «Suerte», la cual le otorgó un MTV Video Music Award y cinco MTV latinos, en el 2002 y es una de sus canciones más conocidas. «Underneath Your Clothes» fue el segundo sencillo del álbum. Tuvo bastante éxito en América, Europa y Australia. Finalmente, para el mundo anglosajón se lanzó como tercer sencillo «Objection (Tango)». Su versión en español titulada «Te aviso, te anuncio (Tango)» fue sencillo en España y Latinoamérica. Ambas disfrutaron de un éxito moderado en el mundo. Finalmente para Europa y Australia la canción «The One» salió como sencillo. No tuvo demasiada repercusión. Para España y Latinoamérica se lanzó «Que me quedes tú», que contó con un éxito considerable.

## Otras versiones
Como se menciona anteriormente, el álbum fue lanzado en dos idiomas. La versión en inglés fue publicada solamente en Norteamérica y Europa con los mismos temas, pero en un orden diferente al original. Así «Objection (Tango)» fue el primer sencillo en aparecer en el álbum. Casi todas las canciones son nuevas a excepción de «Eyes Like Yours», versión en inglés de la canción «Ojos así». Después de todo esto se lanzó una edición limitada titulada Laundry Service: Washed & Dried, en el cual se incluyen tres pistas adicionales. También existe una versión más acústica de «Underneath Your Clothes», la cual fue producida por Tim Mitchell.

## Impacto y legado

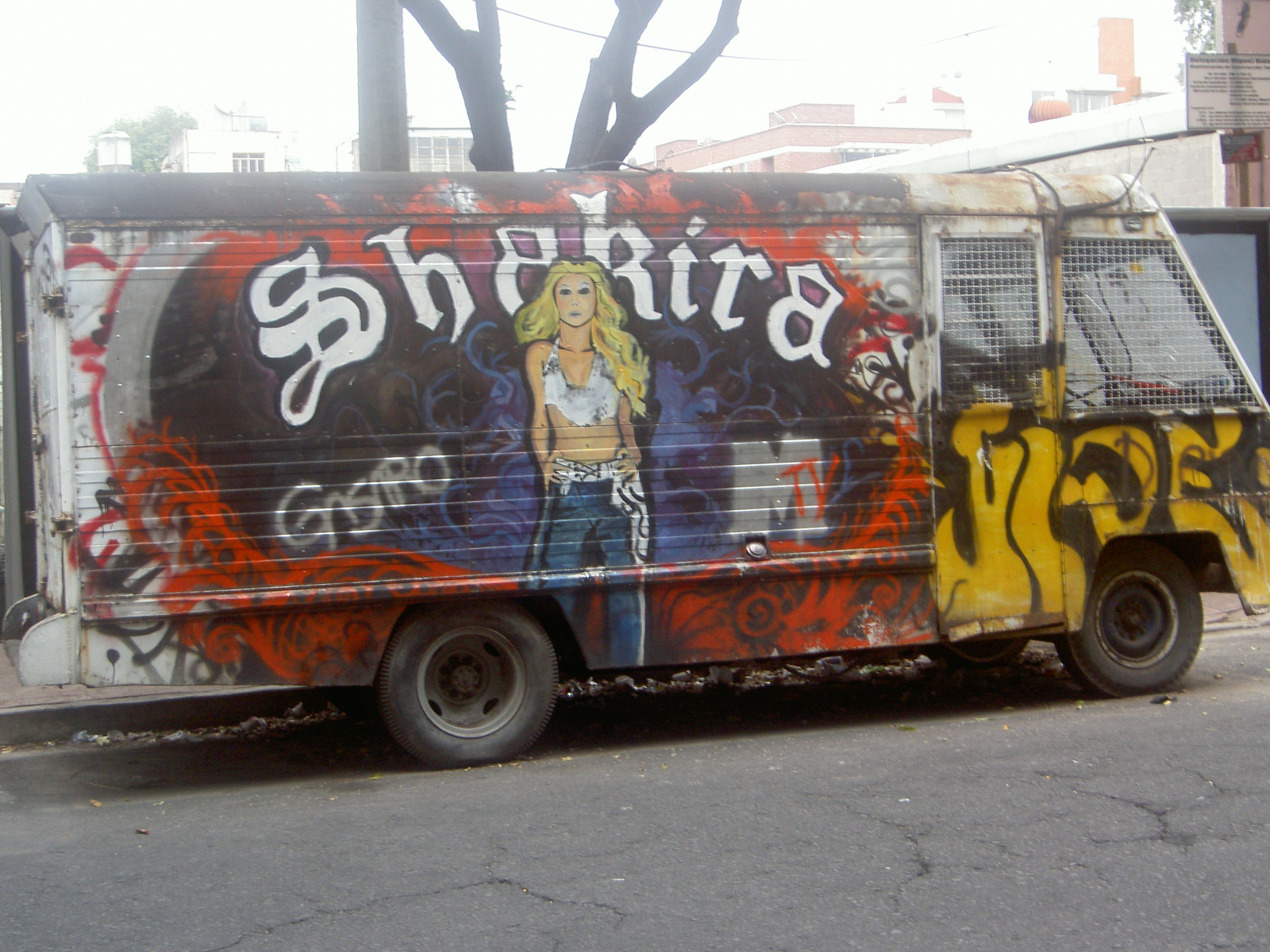
Un cuadro de Shakira en una furgoneta en Portugal, similar a la imagen de la cantante en uno de los rodajes promocionales del disco.

El éxito comercial del álbum llevó a Shakira a ser considerada una de las artistas latinas de crossover más exitosas de todos los tiempos, con Steve Huey de AllMusic llamándola «la mayor artista femenina de crossover del pop latino desde Jennifer Lopez» y «una sensación pop instantánea, gracias a su peculiar sentido poético y una imagen de video sexy basada en sus movimientos de danza del vientre que hacen temblar las caderas». El éxito del álbum también recibió una reacción considerable, y muchos llamaron a Shakira una «vendida». Esta respuesta negativa se vio reforzada por el hecho de que Shakira, una morena natural, se había decolorado el cabello de rubio antes del lanzamiento del álbum, lo que muchos vieron como una táctica para un mayor éxito. Con respecto a esta reacción violenta, Shakira dijo: «Sé que a mi gente latina le resulta difícil. Y quiero que [mi éxito] sea una buena noticia para mi país. Pero es típico que cuando ves a alguien tan cercano a ti crecer, sientes que la palabra 'crecer' es sinónimo de irse. Mi cabello es una coincidencia. Lo teñí hace más de dos años y medio». Por otro lado, muchos vieron el éxito del crossover de Shakira como una «fuerte declaración cultural» ya que su estilo musical representaba su etnia mixta.
En 2002, la cantante fue entrevistada por el novelista y periodista colombiano ganador del Premio Nobel de Literatura Gabriel García Márquez, quien quedó «asombrado por su fantástico ritmo de trabajo» y dijo que «la música de Shakira tiene un sello personal que no parece como los demás y nadie puede cantar ni bailar como ella, a la edad que sea, con una sensualidad tan inocente, que parece ser de su propia invención». En los Estados Unidos y el Reino Unido, Shakira hizo comparaciones con la cantante pop estadounidense Britney Spears, ya que lucían similares y lucían «rizos rubios decolorados y sonrisas que no se derretían para los niños del frente». Sin embargo, los críticos argumentaron que el estilo vocal de Shakira era muy diferente al de Spears, con Ted Kessler de The Observer llamando a la primera una «diva de la ópera» y escribiendo que «tan pronto como abre la boca, se pone en marcha y pasa con fuerza al lado de Britney. entrecortado bump'n'grind». En 2009, Julia Llewellyn Smith de The Daily Telegraph comentó que «Shakira hace que los actos de 'crossover' español-inglés comparables como Jennifer Lopez y Enrique Iglesias parezcan pececillos». En una entrevista con Latina en 2011, se le preguntó a Gloria Estefan si sentía que otra artista crossover como Shakira podría surgir en su vida, a lo que respondió: «Siempre tengo la esperanza de que alguien, cualquier latino, tenga éxito en lo que hace. Y de Por supuesto en música, sin duda». El éxito del crossover de Shakira ha sido tal que los medios señalan que posiblemente sin su crossover muchos artistas latinos como Karol G, Becky G, Bad Bunny, Maluma o J Balvin posiblemente no tendrían el reconocimiento que disfrutan hoy, y se ve como un gran paso en la industria latina ya que gracias a la voz de Shakira la industria de la música dejaría de enfocarse solo en artistas estadounidenses y entrarían a la arena latinas como Paulina Rubio, Thalía e incluso Fey que también se aventuraron a conquistar a otros públicos asimismo observando que gracias a Shakira, los artistas latinos ahora tienen un mayor espacio en una industria musical internacional en la que los prejuicios e incluso el racismo continúan existiendo.
La habilidad de la danza del vientre de Shakira llamó la atención y obtuvo cobertura durante este período, especialmente debido al video musical del sencillo principal «Whenever, Wherever». La canción también se hizo famosa por uno de sus versos en el que Shakira canta «Suerte que mis pechos son pequeños y no los confundas con montañas»; a menudo se cita como un ejemplo del contenido lírico inusual de las canciones del cantante. Según Steve Huey de AllMusic, muchos críticos estaban «divididos en cuanto a la efectividad de las letras en inglés de Shakira, pero casi todos estuvieron de acuerdo en su singular imaginería poética». Huey comentó además que la canción y su video convirtieron a Shakira en una «estrella en el mundo de habla inglesa casi de la noche a la mañana». «Whenever, Wherever», junto con «Underneath Your Clothes», se considera una de las canciones más emblemáticas de Shakira.

## Lista de canciones
- Edición estándar

| Laundry Service |                                |                                              |                                     |          |  |
| N.º             | Título                         | Escritor(es)                                 | Productor(es)                       | Duración |  |
| 1.              | «Objection (Tango)»            | Shakira, Méndez                              | Shakira, Méndez                     | 3:44     |  |
| 2.              | «Underneath Your Clothes»      | Shakira, Lester Méndez                       | Shakira, Méndez                     | 3:45     |  |
| 3.              | «Whenever, Wherever»           | Shakira, Gloria Estefan, Tim Mitchell        | Shakira, Mitchell                   | 3:16     |  |
| 4.              | «Rules»                        | Shakira, Méndez                              | Shakira, Méndez                     | 3:40     |  |
| 5.              | «The One»                      | Shakira, Glen Ballard                        | Shakira, Méndez                     | 3:43     |  |
| 6.              | «Ready for the Good Times»     | Shakira, Méndez                              | Shakira, Méndez                     | 4:14     |  |
| 7.              | «Fool»                         | Shakira, Brendan Buckley                     | Shakira, Buckley, Méndez            | 3:51     |  |
| 8.              | «Te dejo Madrid»               | Shakira, Mitchell, George Noriega            | Shakira, Méndez, Mitchell , Noriega | 3:07     |  |
| 9.              | «Poem to a Horse»              | Shakira, Luis Fernando Ochoa                 | Shakira, Ochoa                      | 4:09     |  |
| 10.             | «Que me quedes tú»             | Shakira, Ochoa                               | Shakira, Ochoa                      | 4:48     |  |
| 11.             | «Eyes Like Yours (Ojos así)»   | Shakira, Estefan, Javier Garza, Pablo Flores | Shakira, Garza, Flores              | 3:58     |  |
| 12.             | «Suerte (Whenever, Wherever)»  | Shakira, Mitchell                            | Shakira, Mitchell                   | 3:16     |  |
| 13.             | «Te aviso, te anuncio (tango)» | Shakira                                      | Shakira, Méndez                     | 3:43     |  |
| 49:14           |                                |                                              |                                     |          |  |

| Servicio de Lavanderia (Edición Latinoamérica y España) |                                |                                              |                                     |          |  |
| N.º                                                     | Título                         | Escritor(es)                                 | Productor(es)                       | Duración |  |
| 1.                                                      | «Suerte» (Whenever, Wherever)  | Shakira, Mitchell                            | Shakira, Mitchell                   | 3:16     |  |
| 2.                                                      | «Underneath Your Clothes»      | Shakira, Lester Méndez                       | Shakira, Méndez                     | 3:45     |  |
| 3.                                                      | «Te aviso, Te anuncio (Tango)» | Shakira, Méndez                              | Shakira, Méndez                     | 3:44     |  |
| 4.                                                      | «Que me quedes tú»             | Shakira, Ochoa                               | Shakira, Ochoa                      | 4:48     |  |
| 5.                                                      | «Rules»                        | Shakira, Méndez                              | Shakira, Méndez                     | 3:40     |  |
| 6.                                                      | «The One»                      | Shakira, Glen Ballard                        | Shakira, Méndez                     | 3:43     |  |
| 7.                                                      | «Ready for the Good Times»     | Shakira, Méndez                              | Shakira, Méndez                     | 4:14     |  |
| 8.                                                      | «Fool»                         | Shakira, Brendan Buckley                     | Shakira, Buckley, Méndez            | 3:51     |  |
| 9.                                                      | «Te dejo Madrid»               | Shakira, Mitchell, George Noriega            | Shakira, Méndez, Mitchell , Noriega | 3:07     |  |
| 10.                                                     | «Poem to a Horse»              | Shakira, Luis Fernando Ochoa                 | Shakira, Ochoa                      | 4:09     |  |
| 11.                                                     | «Eyes Like Yours (Ojos así)»   | Shakira, Estefan, Javier Garza, Pablo Flores | Shakira, Garza, Flores              | 3:58     |  |
| 12.                                                     | «Whenever, Wherever»           | Shakira, Mitchell                            | Shakira, Mitchell                   | 3:16     |  |
| 13.                                                     | «Objection (Tango)»            | Shakira                                      | Shakira, Méndez                     | 3:44     |  |
| 49:14                                                   |                                |                                              |                                     |          |  |

| Laundry Service — Edición Japonesa Bonus Tracks |            |                        |                        |          |  |
| N.º                                             | Título     | Escritor(es)           | Productor(es)          | Duración |  |
| 14.                                             | «Ojos así» | Shakira, Garza, Flores | Shakira, Garza, Flores | 3:57     |  |

| Laundry Service: Washed and Dried — Edición Limitada Bonus Tracks |                                              |                      |          |  |
| N.º                                                               | Título                                       | Productor(es)        | Duración |  |
| 14.                                                               | «Whenever, Wherever» (Sahara mix)            | Tamer Zeltoun Arabic | 3:58     |  |
| 15.                                                               | «Underneath Your Clothes» (Acoustic version) | Mitchell             | 3:57     |  |
| 16.                                                               | «Objection (Tango)» (Afro-Punk version)      | Mitchell             | 3:54     |  |

| Laundry Service: Washed and Dried — Edición Limitada DVD |                                                                     |          |  |
| N.º                                                      | Título                                                              | Duración |  |
| 1.                                                       | «Objection (Tango)» (En vivo desde los MTV Video Music Awards 2002) | 3:58     |  |
| 2.                                                       | «Underneath Your Clothes» (MTV's Making of Objection (Tango))       | 15:20    |  |
| 3.                                                       | «Objection (Tango)» (Music Video)                                   | 4:32     |  |

| Laundry Service: Washed and Dried – 2021 expanded edition bonus track |                                                                 |             |          |  |
| N.º                                                                   | Título                                                          | Producer(s) | Duración |  |
| 17.                                                                   | «Whenever, Wherever» (Pepsi Super Bowl LIV Halftime Show Remix) | Shakira     | 2:36     |  |

## Posicionamiento en listas
| Lista                                    | Posición |
| 2001–02                                  | 2001–02  |
| ---------------------------------------- | -------- |
| Alemania (Media Control Charts)          | 2        |
| Argentina (Argentine Albums Chart)       | 3        |
| Australia (Australian Albums Chart)      | 1        |
| Austria (Ö3 Austria Top 40)              | 1        |
| Bélgica (Belgium Albums Chart — Flandes) | 1        |
| Bélgica (Belgium Albums Chart — Valonia) | 5        |
| Canadá (Canadian Albums Chart)           | 1        |
| Dinamarca (Danish Albums Chart)          | 3        |
| España (Spanish Albums Chart)            | 2        |
| Estados Unidos (Billboard 200)           | 3        |
| Estados Unidos (Top Internet Albums)     | 3        |
| Europa (Top 100 Albums)                  | 1        |
| Finlandia (Finnish Albums Chart)         | 1        |
| Francia (French Albums Chart)            | 5        |
| Grecia (Greek Albums Chart)              | 1        |
| Hungría (Hungarian Albums Chart)         | 4        |
| Irlanda (Irish Albums Chart)             | 2        |
| Italia (Italian Albums Chart)            | 2        |
| Líbano (Lebanese Albums Chart)           | 1        |
| Nueva Zelanda (New Zealand Albums Chart) | 4        |
| Noruega (Norwegian Albums Chart)         | 1        |
| Países Bajos (Dutch Albums Chart)        | 1        |
| Portugal (Portuguese Albums Chart)       | 11       |
| Reino Unido (UK Albums Chart)            | 2        |
| Suecia (Swedish Albums Chart)            | 1        |
| Suiza (Swiss Albums Chart)               | 1        |
| Turquía (Turkish Albums Chart)           | 1        |

| Lista                                    | Posición |
| 2001                                     | 2001     |
| ---------------------------------------- | -------- |
| Argentina (Argentine Albums Chart)       | 8        |
| 2002                                     |          |
| Alemania (Media Control Charts)          | 2        |
| Australia (Australian Albums Chart)      | 2        |
| Austria (Austian Albums Chart)           | 3        |
| Bélgica (Belgium Albums Chart — Flandes) | 7        |
| Bélgica (Belgium Albums Chart — Valonia) | 12       |
| Europa (Top 100 Albums)                  | 1        |
| Estados Unidos (Billboard 200)           | 11       |
| Francia (French Albums Chart)            | 16       |
| Irlanda (Irish Albums Chart)             | 6        |
| Países Bajos (Dutch Albums Chart)        | 2        |
| Reino Unido (UK Albums Chart)            | 23       |
| Suiza (Swiss Albums Chart)               | 1        |
| 2003                                     |          |
| Australia (Australian Albums Chart)      | 50       |
| Austria (Austian Albums Chart)           | 47       |
| Bélgica (Belgium Albums Chart — Flandes) | 60       |
| Bélgica (Belgium Albums Chart — Valonia) | 41       |
| Francia (French Albums Chart)            | 30       |
| Hungría (Hungarian Albums Chart)         | 73       |
| Países Bajos (Dutch Albums Chart)        | 32       |
| Suiza (Swiss Albums Chart)               | 59       |

| Lista                               | Posición |
| 2000-09                             | 2000-09  |
| ----------------------------------- | -------- |
| Australia (Australian Albums Chart) | 43       |
| Austria (Austrian Albums Chart)     | 17       |
| Estados Unidos (Billboard 200)      | 114      |
| Países Bajos (Dutch Albums Chart)   | 21       |

| Predecesor: A New Day Has Come de Céline Dion 18 de Moby                                       | Australian Albums Chart — Álbum N.º 1 12 de mayo de 2002 — 19 de mayo de 2002 2 de junio de 2002 — 9 de junio de 2002       | Sucesor: A New Day Has Come de Céline Dion The Eminem Show de Eminem    |
| Predecesor: Never Forget (Where You Come From) de Bro'Sis Under Rug Swept de Alanis Morissette | Austrian Albums Chart — Álbum N.º 1 17 de febrero de 2002 — 24 de febrero de 2002 17 de marzo de 2002 — 31 de marzo de 2002 | Sucesor: Silver Side Up de Nickelback A New Day Has Come de Céline Dion |
| Predecesor: Freak of Nature de Anastacia                                                       | Belgium Albums Chart Flandes — Álbum N.º 1 16 de febrero de 2002 — 23 de febrero de 2002                                    | Sucesor: The Place Where You Will Find Us de Zornik                     |
| Predecesor: The Way I Feel de Remy Shand                                                       | Canadian Albums Chart — Álbum N.º 1 6 de abril de 2002 — 13 de abril de 2002                                                | Sucesor: A New Day Has Come de Céline Dion                              |
| Predecesor: Pure nenääs! Kaikki sketsit ja seikkailut de Spede & G. Pula-aho                   | Finnish Albums Chart — Álbum N.º 1 18 de febrero de 2002 — 26 de febrero de 2002                                            | Sucesor: Burnin' Sneakers de Bomfunk MC's                               |
| Predecesor: Push The Beat For This Jam de Scooter                                              | Norwegian Albums Chart — Álbum N.º 1 11 de febrero de 2002 — 26 de febrero de 2002                                          | Sucesor: Under Rug Swept de Alanis Morissette                           |
| Predecesor: Into the Light de Weeping Willows                                                  | Swedish Albums Chart — Álbum N.º 1 15 de febrero de 2002 — 8 de marzo de 2002                                               | Sucesor: Melodifestivalen 2002 de Varios artistas                       |
| Predecesor: Under Rug Swept de Alanis Morissette                                               | Swiss Albums Chart — Álbum N.º 1 31 de marzo de 2002 — 7 de abril de 2002                                                   | Sucesor: A New Day Has Come de Céline Dion                              |

## Certificaciones
| Territorio (Certificador)     | Certificación | Ventas certificadas | Simbolización | Ref.    |
| ----------------------------- | ------------- | ------------------- | ------------- | ------- |
| Alemania (BVMI)               | 5× oro        | 750 000             | 5×●           | [ 81 ]  |
| América Central               | 2x platino    | 40,000              | 2x▲           | [ 82 ]  |
| Argentina (CAPIF)             | 2× platino    | 120 000             | 2×▲           | [ 83 ]  |
| Australia (ARIA)              | 5× platino    | 350 000             | 5×▲           | [ 84 ]  |
| Austria (IFPI - Austria)      | 2× platino    | 30 000              | 2×▲           | [ 85 ]  |
| Bélgica (BEA)                 | Platino       | 50 000              | 1×▲           | [ 86 ]  |
| Brasil (ABPD)                 | Oro           | 50 000              | 1×●           | [ 87 ]  |
| Canadá (CRIA)                 | 5× platino    | 500 000             | 5×▲           | [ 88 ]  |
| Colombia (ASINCOL)            | 4× platino    | 80,000              | 4×▲           | [ 89 ]  |
| Corea del Sur (MIAK)          | 1x platino    | 9,873               | 1x ▲          | [ 90 ]  |
| Dinamarca (IFPI — Dinamarca)  | 1× platino    | 50 000              | 1×▲           | [ 91 ]  |
| Ecuador (IFPI — Ecuador)      | 7× platino    | 80 000              | 7×▲           | [ 92 ]  |
| España (PROMUSICAE)           | 5× platino    | 500 000             | 5×▲           | [ 93 ]  |
| Estados Unidos (RIAA)         | 4× platino    | 4 000               | 4×▲           | [ 9 ]   |
| Egipto (IFPI)                 | 4x platino    | 160,000             | 4x ▲          | [ 82 ]  |
| Holanda (IFPI)                | 5x platino    | 310,000             | 5x ▲          | [ 94 ]  |
| Japón (ORICON)                | Oro           | 101,720             | 1x ●          | [ 95 ]  |
| Finlandia (Musiikkituottajat) | 3× platino    | 90 140              | 3×▲           | [ 97 ]  |
| Francia (SNEP)                | 2× platino    | 600 000             | 2×▲           | [ 98 ]  |
| Grecia (IFPI — Greece)        | 1× platino    | 30 000              | 1×▲           | [ 99 ]  |
| Hungría (Mahasz)              | 1× platino    | 30 000              | 1×▲           | [ 100 ] |
| India (IMI)                   | 5× platino    | 30 000              | 5×▲           | [ 92 ]  |
| México (AMPROFON)             | 3× platino    | 494 000             | 3×▲           | [ 101 ] |
| Noruega (IFPI — Noruega)      | 1× platino    | 50 000              | 1×▲           | [ 102 ] |
| Nueva Zelanda (RIANZ)         | 3× platino    | 45 000              | 3×▲           | [ 103 ] |
| Países Bajos (NVPI)           | 2x platino    | 160,000             | 2x▲           | [ 104 ] |
| Polonia (ZPAV)                | 1× platino    | 100 000             | 1×▲           | [ 105 ] |
| Portugal (AFP)                | 2x platino    | 30,000              | 2x▲           | [ 106 ] |
| Reino Unido (BPI)             | 2× platino    | 888 726             | 2×▲           | [ 107 ] |
| Rusia (NFPP)                  | 2x platino    | 100,000             | 2x ▲          | [ 108 ] |
| Suecia (GLF)                  | 2× platino    | 160 000             | 2×▲           | [ 109 ] |
| Suiza (IFPI — Switzerland)    | 5× platino    | 200 000             | 5×▲           | [ 110 ] |
| Sudáfrica (RISA)              | 1x platino    | 40,000              | 1x ▲          | [ 111 ] |
| Taiwán (IFPI)                 | 1x platino    | 50,000              | 1x▲           | [ 112 ] |
| Turquía (Mü-YAP)              | 2x platino    | 200,000             | 2x▲           | [ 106 ] |
| Venezuela (AVINPRO)           | 5× platino    | 149 733             | 2×▲           | [ 89 ]  |
| Global                        |               |                     |               |         |
| Europa (IFPI)                 | 4× platino    | 4 000               | 4×▲           | [ 114 ] |

## Laundry Service: Washed & Dried
Laundry Service: Washed & Dried es una versión del álbum en edición limitada. Fue lanzado en 2002, y contiene un CD con tres canciones adicionales y un DVD.
| Laundry Service: Washed & Dried: Disco 1 CD |                               |                                              |                                    |          |  |
| N.º                                         | Título                        | Escritor(es)                                 | Productor(es)                      | Duración |  |
| 1.                                          | «Objection (Tango)»           | Shakira                                      | Shakira, Méndez                    | 3:44     |  |
| 2.                                          | «Underneath Your Clothes»     | Shakira, Lester Méndez                       | Shakira, Méndez                    | 3:45     |  |
| 3.                                          | «Whenever, Wherever»          | Shakira, Gloria Estefan, Tim Mitchell        | Shakira, Mitchell                  | 3:16     |  |
| 4.                                          | «Rules»                       | Shakira, Méndez                              | Shakira, Méndez                    | 3:40     |  |
| 5.                                          | «The One»                     | Shakira, Glen Ballard                        | Shakira, Méndez                    | 3:43     |  |
| 6.                                          | «Ready for the Good Times»    | Shakira, Méndez                              | Shakira, Méndez                    | 4:14     |  |
| 7.                                          | «Fool»                        | Shakira, Brendan Buckley                     | Shakira, Buckley, Méndez           | 3:51     |  |
| 8.                                          | «Te dejo Madrid»              | Shakira, Mitchell, George Noriega            | Shakira, Méndez, Mitchell, Noriega | 3:07     |  |
| 9.                                          | «Poem to a Horse»             | Shakira, Luis Fernando Ochoa                 | Shakira, Ochoa                     | 4:09     |  |
| 10.                                         | «Que Me Quedes Tú»            | Shakira, Ochoa                               | Shakira, Ochoa                     | 4:48     |  |
| 11.                                         | «Eyes Like Yours (Ojos Así)»  | Shakira, Estefan, Javier Garza, Pablo Flores | Shakira, Garza, Flóres             | 3:58     |  |
| 12.                                         | «Suerte (Whenever, Wherever)» | Shakira, Mitchell                            | Shakira, Mitchell                  | 3:16     |  |
| 13.                                         | «Te Aviso, Te Anuncio»        | Shakira                                      | Shakira, Méndez                    | 3:43     |  |
| 49:14                                       |                               |                                              |                                    |          |  |

| Laundry Service: Washed & Dried: Bonus Tracks |                                                  |                            |          |  |
| N.º                                           | Título                                           | Escritor(es)               | Duración |  |
| 14.                                           | «Whenever, Wherever» (Sahara Mix [*])            | Shakira, Estefan, Mitchell | 3:58     |  |
| 15.                                           | «Underneath Your Clothes» (Acoustic Version [*]) | Shakira, Méndez            | 3:57     |  |
| 16.                                           | «Objection (Tango)» (Afro-Punk Version [*])      | Shakira                    | 3:53     |  |

| Laundry Service: Washed & Dried: Disco 2 DVD |                                                                                |          |  |
| N.º                                          | Título                                                                         | Duración |  |
| 1.                                           | «Objection (Tango)» (En vivo desde los MTV Video Music Awards)                 |          |  |
| 2.                                           | «MTV's Making Of "Objection (Tango) (The Video's Making)» (The Video´s Making) |          |  |
| 3.                                           | «Objection (Tango) (Video)» (Video)                                            |          |  |